# Robrecht II van Namen
Robrecht II (overleden tussen 1018 en 1031) was graaf van Namen sinds 1010. Hij was de zoon van graaf Albert I en Ermengarde van Neder-Lotharingen.
Via zijn moeder was hij de neef van Lambert I, graaf van Leuven, wiens strijd tegen Balderik II, bisschop van Luik, hij ondersteunde en die ze op 12 oktober 1012 bij Hoegaarden zouden kunnen verslaan. Robrecht II nam in 1015 deel aan de slag bij Florennes, waarin Lambert werd gedood.
Sommige kroniekschrijvers vermelden dat Robrecht in deze strijd was gevallen. Hij lijkt het echter overleefd te hebben en werd nog in het jaar 1018 in een keizerlijke oorkonde vermeld. Hij stierf ongehuwd en kinderloos.
Hij werd opgevolgd door zijn broer Albert II.